# Carlos II da Lorena
Carlos II da Lorena (em francês:  Charles II de Lorraine; 11 de setembro de 1365 – 25 de janeiro de 1431), chamado o Ousado (em francês:  le Hardi) foi um Duque da Lorena de 1390 até à sua morte, e Condestável de França de 1418 a 1425.
Carlos II era o filho mais velho do duque João I da Lorena e de Sofia, filha do Conde Everardo II de Württemberg.
Como descendente de Gerardo da Alsácia, ele deveria ter sido "numerado" Carlos I da Lorena, mas os historiógrafos lorenos, que pretendiam estabelecer a legitimidade dos duques da Lorena por forma a liga-los diretamente aos Carolíngeos, incluíram na lista de duques o carolíngeo Carlos da Baixa Lorena († 991), duque da Baixa Lorena.

## Biografia
Carlos passou a juventude ele foi próximo do duque Filipe II da Borgonha, de quem foi companheiro de armas em várias ocasiões. Essa proximidade com a Borgonha foi em grande parte resultado da mudança de política do seu pai, que se afastou da corte francesa (à qual os duques Lorena haviam se aproximado no último século e meio). De referir que, formalmente, o ducado da Lorena era um estado do Santo Império Romano-Germânico.
Carlos desafiou Luís de Valois, Duque de Orleães, que apoiou os cidadãos de Neufchâteau contra seu pai, bem como Imperador Venceslau quando este último foi acusado pelos súbditos de fraqueza. Venceslau foi deposto em 1400 e substituído por Roberto III do Palatinado, o sogro de Carlos.
Carlos participou também nos movimentos tardios de Cruzada. Ele esteva em Tunis em 1391 e participou da chamada "Última Cruzada" que culminou na desastrosa Batalha de Nicópolis, em 1396. Aí, acompanhou João, Sem Medo, o conde de Nevers e filho do seu amigo Filipe de Borgonha. Em 1399, ajudou os Cavaleiros Teutônicos na Livónia. 
Várias vezes, entre 1405 e 1406, ocorreram escaramuças fronteiriças entre oficiais da Lorena e da França em certos enclaves fronteiriços e, em 1407, Luís de Orleães, à frente de uma coligação dos duques de Bar, do Luxemburgo e os marqueses de Namur atacou a Lorena. Acabou derrotado em Corny-sur-Moselle e depois, em julho, em Champigneulles.
Com o assassinato de Luís de Orleães, em Paris, a 23 de novembro, a França dividiu-se em duas fações: os Armagnacs, chefiado por Bernardo VII, Conde de Armagnac, tutor do jovem Carlos de Orleães e os borguinhões, de João, o Sem Medo, o sucessor de Filipe, que apoiava Carlos de Lorena. Carlos, no entanto, não entrou no conflito anglo-francês então travado -a Guerra dos Cem Anos- mas seu irmão, Frederico I, Conde de Vaudémont, envolveu-se e morreu na Batalha de Azincourt em 1415. No entanto, a rainha, Isabel da Baviera, nomeou Carlos como Condestável da França em 1418, mas este renunciou ao cargo em 1424.
Após o assassinato de João, sem Medo, em 1419, Carlos adotou uma nova postura em relação à França. O sucessor de João, Filipe III, detinha muito território quer nos Países Baixos, quer na Borgonha  e, apenas a Lorena e a Champagne separavam as suas possessões. Temendo quaisquer ambições bélicas, Carlos achou prudente reorientar as suas alianças para longe de um adversário tão provável. Por meio de suas ligações com a França, ele obteve a ajuda do rei Carlos VII contra a Borgonha e casou a filha herdeira com o um príncipe francês Renato de Anjou, mais tarde rei de Nápoles.
Os últimos anos de Carlos foram repletos de conflitos e infelicidade. O seu sobrinho, António de Vaudémont exigiu uma parte da herança e Carlos teve que combatê-lo em 1425, sem muito sucesso. No início de 1429, Joana d'Arc veio em peregrinação a Saint-Nicolas-de-Port. Ela aconselhou o duque a abandonar a amante, Alison du May. Ignorando este conselho, ele deu-lhe uma escolta e enviou-a para Chinon. Ele morreu dois anos depois em sua capital, Nancy em 21 ou 25 de janeiro.

## Casamento e descendência

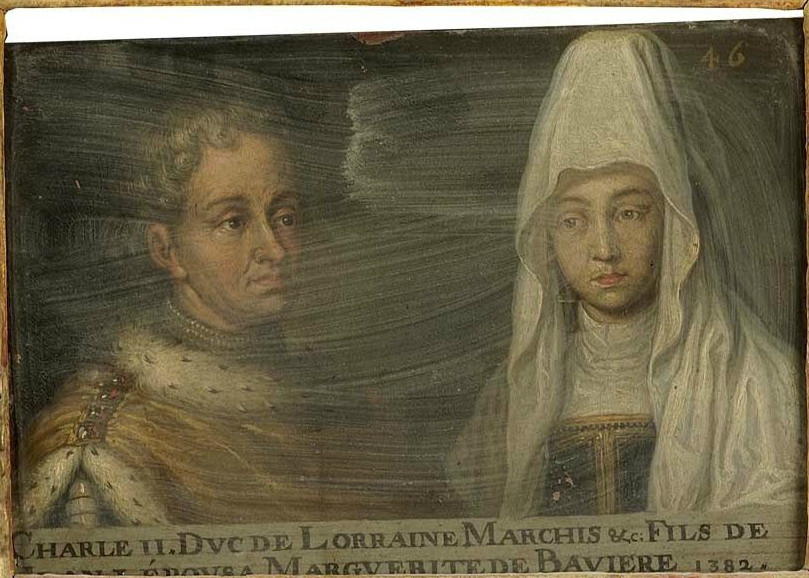
Retrato imaginário de Carlos II e de sua esposa, Margarida do Palatinado (século XVII).

Em 1394 Carlos casou com Margarida do Palatinado (1376–1434), filha de  Roberto da Germânia e de Isabel de Nuremberga. Desse casamento nasceram quatro filhos mas apenas duas meninas atingiram a idade adulta:
- Isabel (Isabelle) (1400–1453), que sucedeu ao pai tornando-se Duquesa da Lorena suo jure; casou com Renato de Anjou,[1] ;
- Luís (Louis), † jovem;
- Raul (Raoul), † jovem;
- Catarina (Catherine) (1407–1439), que casou com Jaime I de Baden-Baden.

Com a sua amante, a já mencionada Alison du May (assassinada em Nancy a 25 de janeiro de 1431), ele teve cinco filhos:
- Frederico (Ferry) de Einvile (morto 1453/56), Bâtard de Lorraine, Senhor de Billestein, Villacourt, Vaxoncourt, Pallegney e Zincourt. Com geração;
- João (Jean) Pillelipille († 1460), Bâtard de Lorraine[4], Senhor de Darnieulles. Com geração;
- Frederico (Ferry) de Lunéville, Bâtard de Lorraine;
- Catarina (Catherine) Bâtarde de Lorraine;
- Isabel (Isabelle) († após 9 de agosto de 1457), Bâtarde de Lorraine, casou em 1425 com Henrique de Liocourt.